# Diecéze Albany
Diecéze Albany (latinsky Dioecesis Albanensis) je římskokatolická diecéze sufragánní vůči Newyorské arcidiecézi. Její teritorium zahrnuje část státu New York, konkrétně okresy Albany, Columbia, Delaware, Fulton, Greene, Montgomery, Otsego, Rensselaer, Saratoga, Schenectady, Schoharie, Warren, Washington a části okresů Hamilton a Herkimer. Katedrálou je Neposkvrněného Početí P. Marie v Albany.

## Stručná historie

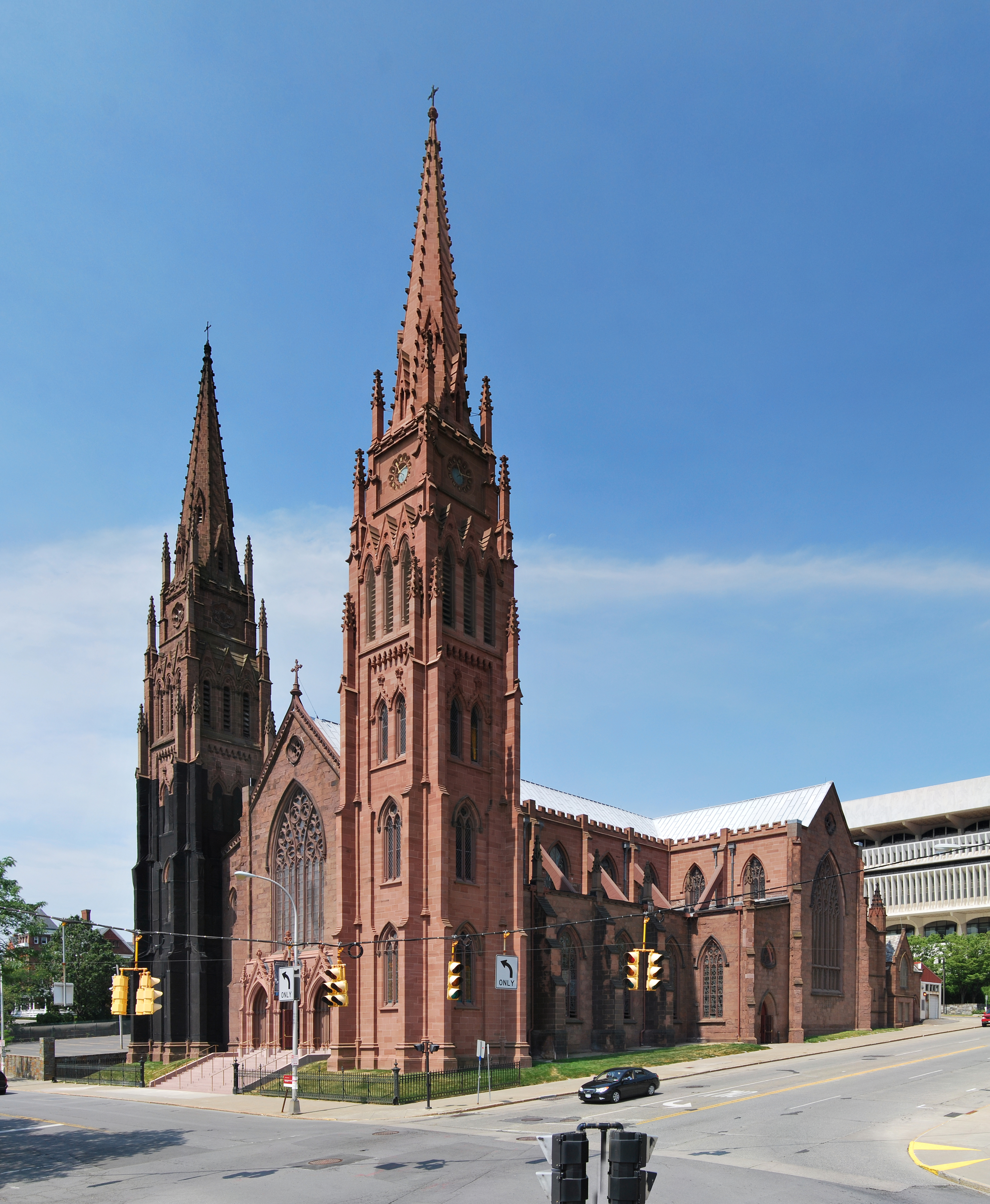
Neposkvrněného Početí P. Marie v Albany.

Teritorium nejprve spadalo pod francouzské misionáře z Quebecu, mezi nimiž byl i sv. Isaac Jogues. Po roce 1764 bylo teritorium podřízeno anglosaským kněžím, v roce 1797 byl otevřen první kostel v Albany. Papež Pius IX. dne 23. dubna 1847 vydal breve Ad supremum apostolatus, jímž z diecéze newyorské vyčlenil diecézi Albany. Původně byla sufragánní vůči arcidiecézi baltimorské, v roce 1850 po zřízení provincie newyorské byla podřozena jako sufragánní Newyorské arcidiecézi.